# Antonio Fernández Arce
Antonio Fernández Arce (Trujillo, 4 de mayo de 1931 - Huanchaco, 14 de mayo de 2014) fue un poeta, escritor, periodista y sinólogo peruano. Permaneció radicado en la República Popular China desde mediados del siglo XX, durante cerca de cincuenta años.

## Biografía
Absorbido por el periodismo desde finales de los años cuarenta, su obra se fue centrando en la vinculación entre la madre patria y China durante más de seis décadas. Ello le reportó el reconocimiento de los gobiernos de ambos países.
Nació el 4 de mayo de 1931 en el seno de una familia humilde. Fue el décimo de catorce hermanos que nacieron y vivieron en lo que es hoy el Cementerio Municipal de Trujillo. Con una infancia marcada por las estrecheces económicas de su familia, pero llenas de grandes valores humanos que le aportaron sus progenitores Pablo Fernàndez Justiniano y María Arce debió enfrentar los obstáculos de una dificultad en el habla, como consecuencia también de un nacimiento inesperado. Su tartamudez por el cual le valió después el apodo cariñoso de "El mudo" como se le conoció en el mundo periodístico de esa época, fue una característica de su infancia y adolescencia que logró vencer a la edad de 14 años, tras muchos esfuerzos realizados por él mismo.
Fernández Arce desde su infancia sintió gran interés por todo lo que se relacionaba con Asia, específicamente con China. Para sufragar sus gastos educativos y ayudar a sus padres, se desempeñó desde joven como pregonero de periódicos. De ahí su relación para toda la vida con el mundo del periodismo, pues se aficionó a la lectura, escritura y poesía. Según él mismo narraba, fue en la adolescencia cuando comenzó a leer sobre la gesta revolucionaria de Mao Tse Tung y La Gran Marcha, sin pensar en ese momento, que el destino lo llevaría muchos años después a conocer a este personaje y al país asiático, que convirtió en su segundo hogar.
De su primer matrimonio con la docente Edelmira Esquivel Egúsquiza nacieron Lourdes Fernández (periodista) y Flor de María (abogada).
Llegó a Pekín en el invierno de 1960, con el primer grupo de periodistas latinoamericanos para conocer la nueva China, la República Popular de China
De su segundo compromiso con la ciudadana China Hu Weiling, nació Antonio Fernández Hu.

## Poeta
Durante sus años de juventud formó parte de algunos grupos literarios, entre los cuales se destacaron "Peña del Mar" y los Cuadernos Trimestrales de Poesía.
Cuando tenía veinte años, obtuvo el máximo galardón, la orquídea de oro en los Juegos Florales Universitarios del Colegio San Juan Bautista en donde se graduó como bachiller. Posteriormente recibió premio en varios certámenes siguientes en la ciudad de Trujillo.
Sus composiciones poéticas fueron recogidas en su primer libro, Los encuentros y los sentimientos. Fue en esta época cuando comenzó a colaborar con La Industria, el primer medio impreso donde empezaría sus pasos en el periodismo.

## Periodista
Fernández Arce participó en la fundación del diario La República junto con Augusto Thorndike.
Se desempeñó como jefe de redacción de los diarios La Crónica, El Comercio, Expreso y Correo.
Fue periodista del diario La Industria de Trujillo y el vespertino Satélite así como Director de Informaciones del ya desaparecido periódico La Prensa.
Sus colaboraciones fueron acogidas por varias agencias noticiosas y diferentes medios de comunicación del Perú, América, Europa y Asia, como el ABC de Madrid, Radio Internacional de China y la Agencia de Noticias Xinhua.
En 1998 inició Munderías, uno de los primeros blogs peruanos. Este blog desapreció muy pronto debido a las políticas de las páginas anfitrionas. Durante algún tiempo se replicó el blog en la página amiga “Mexicanos en China”
En mayo de 2008 participó en el Primer Festival Poético Voces en Tierra Grande Poetas en Pekín 2007
En abril de 2014 el titular del Parlamento peruano presentó la segunda edición de su importante libro China. El Asombro. Crónicas y Reportajes, publicado por el Fondo Editorial del Congreso. En la ceremonia, dijo que «el destacado periodista era una “especie de bisagra” entre China y el Perú y este libro marca la ruta por la cual debe transitar la relación de los dos países».
El Colegio de Periodistas del Perú lo condecoró en su residencia de Huanchaco, el 4 de mayo de 2014.
La máxima autoridad del Poder Legislativo del Perú presentó la segunda edición de su importante libro China. El Asombro. Crónicas y Reportajes, que publicó el Fondo Editorial del Congreso, en donde se dijo que “el destacado periodista era una “especie de bisagra” entre China y el Perú y que el libro que se presentaba marca la ruta por la cual debe transitar la relación de los dos países”.

## Diplomático
La carrera diplomática de Fernández Arce fue meteórica, limitándose a los preparativos e instalación de la primera Embajada peruana ante la Perública Popular China.
Se le considera uno de los iniciadores de las relaciones Perú - China en la década de 1970.
Aunque alejado del mundo diplomático, promovió, asimismo, durante 50 años las relaciones culturales y comerciales entre el Perú y China, por lo cual el gobierno chino lo seleccionó como "Experto Extranjero con Sobresalientes Contribuciones" y lo considera “lao pengyou” (viejo amigo).

## Obra
Autor de varios libros sobre las relaciones de China con el mundo.
Editor de importantes publicaciones como La Prensa, Expreso, La Crónica.
Testigo de excepción, asistió al desarrollo social y económico de la denominada nueva China junto con otros escritores y artistas peruanos como Teodoro Rivero-Ayllón, Guillermo Dañino, Oswaldo Reynoso, Juan Morillo Ganoza, Sofocleto y los hermanos Mito Tumi y Paco Tumi.
En noviembre de 2010, fue reconocido por el Grupo de Publicaciones Internacionales de China, la más importante entidad estatal de su género, en palabras de su vicepresidente, Guo Xiaoyong, quien hizo público su agradecimiento al periodista peruano.
Por su trayectoria periodística y contribución a las relaciones peruano-chinas, en octubre de 2013, recibió el homenaje de la Cancillería peruana en ceremonia presidida por el embajador en China, Gonzalo Gutiérrez Reinel.

## Libros
Machu Picchu/La Muralla China: Monumentos a la eternidad.
Textos en español, inglés y chino mandarín. acopia crónicas sobre los dos emblemáticos monumentos.
En marzo de 2014, de regreso a su tierra natal se presentó la segunda edición del libro China, Asombros y Reportajes de Antonio Fernández Arce, editado por el Fondo Editorial del Congreso del Perú....

## Fallecimiento
El 14 de mayo de 2014 murió en su residencia de Huanchaco, a la edad de 83 años, víctima de un cáncer hepático.
El anuncio de su fallecimiento fue hecho esa misma tarde en el Pleno del Congreso peruano, por el legislador por la región La Libertad, José León Rivera, quien fuera amigo personal del hombre de letras. León Rivera recalcó que Fernández Arce promovió durante cincuenta años las relaciones culturales y comerciales entre Perú y China. A continuación, el Poder Legislativo le rindió un minuto de silencio.
En su intervención, el presidente del Congreso, Fredy Otárola Peñaranda, dijo que Fernández Arce,

“no solo fue un padre ejemplar sino un gran periodista, que  merece  todo nuestro reconocimiento por haber puesto, con sus obras, muy en alto el nombre del Perú”.

## Una visión de la China moderna
La prolongada estancia de Fernández Arce en China y su irada crítica e independiente a pesar de las consideraciones que le prodigaran las autoridades chinas, le permitió hacer un cuadro crítico de la China moderna. Así quedó plasmado en numerosas entrevistas que le hicieran medios peruanos, chinos e internacionales y de manera particular en una conferencia brindada en la Universidad de Piura, en abril de 2011:

“China está reconfigurando el mundo”. La política de apertura de China a la inversión extranjera y el uso de nuevas tecnologías fueron dos de los factores fundamentales del despegue económico que ha tenido China durante los últimos 30 años.

China, afirmó, 

“está reconfigurando el mundo pues antes las fronteras eran físicas, ahora son de influencia económica con la participación de países emergentes como Rusia, India, Vietnam, entre otros”.

China tiene méritos a pesar de las continuas críticas a su modelo político económico.

“Entre los méritos se puede señalar el haber logrado la estabilidad política y social, además de limar asperezas con sus países fronterizos como India, Bangladesh, Rusia, Vietnam, estados que hoy son el motor económico de Asia”.

La apertura económica es el principal factor que ha permitido el crecimiento chino.

“Con las inversiones extranjeras llegó el dinero, tecnología, conocimiento y fuerza humana”. Rescató que al inicio de la apertura, fueron los propios chinos, que habían salido del país por las continuas guerras, los que regresaron a invertir sus propios capitales.

Respecto a las críticas al modelo económico, China “acepta la economía de libre mercado planificada donde no se cree en aquello que el estado no debe inmiscuirse en regular el mercado, la oferta y la demanda. Es una economía de mercado racionalizada, socializada”.